# Dryopteris guanchica
Espèce
Dryopteris guanchica est une espèce de plante de la famille des Dryopteridaceae et du genre Dryopteris.

## Description
Dryopteris guanchica est une plante vivace avec des frondes atteignant 150 cm de long qui naissent d'un rhizome dressé ou ascendant, d'épaisseur notoire. Le pétiole, généralement aussi long que le limbe, est brun violacé à la base et est couvert de pâles lancéolés, châtains, concollaires ou d'une tache plus foncée, surtout présente dans les plus basales. La feuille, du vert jaunâtre au vert bleuâtre, a une forme triangulaire, lancéolée ; elle est tripennée, et quelquefois pinnatifide. Les pennes sont asymétriques et le penne basiscopique proximal est plus long que le penne acroscopique correspondant ; ils s'estompent progressivement jusqu'à former un sommet pointu ; son nerf est communément pourvu de pâles lancéolées avec le bord glandulaire ; en outre, les pinnules les plus distales des pennes basales, de la pinnatipartite à la pinnatisectée. Les pinnules sont triangulaires – lancéolées, avec un apex aigu et rarement des glandes marginales ; les segments du dernier ordre présentent les côtés convergents vers le sommet ; celles des pennes basales pétiolées. Les spores sont produites dans le sérum situé sur la face inférieure de la feuille, protégée par une indusie glandulaire, plate, brun rougeâtre et caduque ; ils sont épineux, 24 à 38 micromètres. Les spores apparaissent de mai à novembre.

## Réparition
Dryopteris guanchica est présente dans les îles Canaries et dans la péninsule ibérique, les Asturies et en Galice, avec des populations dans les provinces de La Corogne, Lugo et Pontevedra. Il existe également des populations reliques dans la province de Cadix.
Elle pousse dans des zones à forte humidité, ombragées, généralement acides, où se trouve de la matière organique en décomposition, sur des quartzites ou dans des forêts riveraines. C'est une plante différentielle de la sous-alliance Hyperico androsaemi-Alneion (alliance Alno - Padion, ordre Populetalia albae, classe Querco - Fagetea), qui couvre les forêts riveraines cantabriques-atlantiques et avec des plantes caractéristiques comme Culcita macrocarpa, Dryopteris aemula, Dryopteris corleyi (sv), Dryopteris x arecesiae (Dryopteris aemula x Dryopteris corleyi), Dryopteris x asturiensis (Dryopteris affinis x Dryopteris corleyi), Dryopteris x fraser-jenkinsii (Dryopteris affinis x Dryopteris dilatata ou Dryopteris guanchica), Dryopteris x gomerica (Dryopteris aemula x Dryopteris guanchica), Hypericum androsaemum, Osmunda regalis, Salix atrocinerea, Senecio nemorensis (it) subsp. bayonenses, Stegnogramma pozoi, Woodwardia radicans.

## Parasitologie
La feuille a pour parasites Mniotype schumacheri et Euplexia euplexina.